# 3193 Елліот
3193 Елліот (3193 Elliot) — астероїд головного поясу, відкритий 20 лютого 1982 року.
Тіссеранів параметр щодо Юпітера — 3,581.